# La Capture (film, 2007)
Pour les articles homonymes, voir La Capture.
Pour plus de détails, voir Fiche technique et Distribution.
La Capture   est un film franco-québécois réalisé par Carole Laure, sorti en 2007.

## Synopsis
Rose, qui vit à Montréal avec son petit ami, n'a pas revu sa famille depuis deux ans. En retournant dans sa banlieue natale, elle constate avec rage et tristesse que son père est toujours aussi violent et tyrannique envers Félix, son frère délinquant, et sa mère, qui n'est plus que l'ombre d'elle-même. Avec l'aide de deux amis, Rose enlève puis séquestre son père dans un studio de danse qu'elle a loué à Montréal. Avec la complicité de deux voisines âgées, la jeune femme visite régulièrement son père dans l'espoir de le changer. Entre-temps, elle accueille chez elle sa mère, qui travaille maintenant dans une boulangerie, et Félix, qui a maille à partir avec un gang criminel.

## Fiche technique
- Titre : La Capture
- Réalisation : Carole Laure
- Scénario : Carole Laure
- Photographie : Daniel Jobin
- Montage : Véronique Parnet
- Production : Lyse Lafontaine, Carole Laure et Jean-François Lepetit
- Société de production : Equinoxe, Flach Film et Laure Furey Productions
- Société de distribution : Pierre Grise Distribution (France)
- Pays :  Canada et  France
- Genre : drame
- Durée : 92 minutes
- Dates de sortie : 
  -  Canada : 19 octobre 2007
  -  France : 18 juin 2008

## Distribution
- Catherine De Léan : Rose
- Laurent Lucas : le père
- Pascale Bussières : la mère
- Thomas Lalonde : Félix
- Francis Ducharme : Nathan
- Janine Sutto : Georgette
- Huguette Oligny : Lucille
- Alexandre Harvey-Cormier : David
- François Papineau : Tony
- Lorne Brass :  professeur / directeur
- Marie-Ève Beauregard : Rose à 8 ans
- Charles-Olivier Pelletier : Félix à 4 ans
- Hubert Proulx : complice Hubert
- Sacha Bourque : complice Sacha
- Jean-Léon Rondeau : agente d'immeuble
- François Tremblay : photographe
- Jason Ford, Mehdi Zarrouck et Laurie Ann Cormier : les voleurs
- Francis Guilbault : Max